# Peter Vilhelm Glob
Peter Vilhelm Glob (Kalundborg, 20 februari 1911 - 20 juli 1985) was een Deense archeoloog, hoogleraar, Ph.D., directeur van het Nationaal Museum en van 1960 - 1981 Deens Rijksarchivaris (Richsantikvar). Deze laatste functie maakte hem verantwoordelijk voor alle opgravingen in Denemarken. Peter Vilhelm was de zoon van de schilder Johannes Glob.
Het in 1970 geopende museum in het kasteel Moesgård, waar onderzoek en onderwijs op universitair niveau plaatsvindt, is zijn initiatief.
Peter Vilhelm Glob deed archeologisch onderzoek binnen en buiten Denemarken. In 1953 begon een aantal medewerkers met Glob een reeks van archeologische opgravingen langs de Perzische Golf, waaronder het eiland Bahrein. Dit werk ging gedurende meerdere decennia verder.
Glob wilde steeds een mondiaal perspectief gebruiken om de historische en culturele ontwikkeling in kleine landen als Denemarken en Bahrein te begrijpen.
In Denemarken verrichtte hij de opgravingen van een van de oudste nederzettingen van de neolithische trechterbekercultuur in Noord-Europa, Barkaer op Jutland. Al in zijn jeugd was Prof. Glob geïnteresseerd geraakt in het met steen beklede langgraf in dat gebied. Kleinere onderzoeken vonden plaats in 1940, maar de eerste volledige opgraving duurde van 1947 tot 1949. Glob interpreteerde Barkaer in eerste instantie als een nederzetting met twee grote huizen, opgedeeld in kamers, waardoor het aantal gezinnen kon worden nagegaan. Sindsdien veranderde hij zijn mening en zag Barkaer als een dodenhuis en voorganger van het hunebed.
Prof. Dr. Glob onderzocht de Deense veenlijken waaronder de man van Tollund en publiceerde daarover.
Tijdens een opgraving in West-Groenland ontving Glob een brief met toestemming van de sjeik van Bahrein om op het eiland Bahrein met archeologisch werk te beginnen. Hij had net een oosters spreekwoord gelezen dat zegt dat "een goede jachtvalk zo veel waard is als een groot aantal volbloed paarden, zelfs tien keer zoveel als een mooie jonge vrouw". Glob ging eropuit om een West-Groenlandse, witte valk te vangen, en toen de sjeik van Bahrein later een valk met het zeldzame witte verenkleed als geschenk ontving, werden de Deense archeologen met open armen ontvangen.
Hij ontving in 1974 de exclusieve medaille "Ingenio et Arti".